# قوائم معطيي الأسماء
قوائم معطيي الأسماء (الليمو) في العصور القديمة هي سجلات مدونة بأسماء موظفي الدولة المهمين، الذين سُميت سنوات بأسمائهم. إذ يستخدم اسم شخصية ما نحو حاكم أو ملك أو موظف ويطلق على سنة معينة أو مجموعة سنوات. هذه الشخصية هي المسماة (بالإنجليزية Eponym)

## قوائم المسماة الآشورية
في الإمبراطورية الآشورية كان يؤرخ حسب عهد الملك أو حسب مسؤول مسماة (بالآشورية ليمو līmu ، الآشوري القديم līmum). إذ يسجل ترتيب هؤلاء المسؤولين والأحداث الرئيسية في ذلك العام في قوائم مسماة. وفيما يلي صيغة التسجيل المعتادة: "في عام المسؤول المسماة بيل إيكيشاني Bêl-iqišanni ، حاكم شيبهينش Šibhiniš، (حملة) ضد خوبوشكيا Ḫubuškia. "
أقدم تاريخ مسجل بهذا الشكل يعود للعام 1875 قبل الميلاد. وللفترة ما بين 892 و 648 ق م. توجد قوائم متواصلة دون ثغرات. من الواضح أن الوظيفة كانت مخصصة لكبار المسؤولين، معظمهم من حكام المقاطعات. منذ فترة العصر الآشوري الأوسط صار الملك نفسه ليمو (مسماة). فالملك شلمنصر الثالث كان ليمو حوالي 827/26 قبل الميلاد. والملك شمشي أدد الخامس. في العام 823/22 ق.م، والملك آشور-نيراري الخامس في العام 753/752 ق.م.
من المسماة الذين ورد ذكرهم على سبيل المثال:
- أشور- بيلا -كا Aššur-bêla-kaʾ ، القائد العسكري الأول (856/855 ق.م)
- آشور -بونايا -وسور Aššur-bunaja-usur، ساقي الملك (855/854 ق.م)
- أبي- ينا -إكالي -ليلبور Abi-ina-ekalli-lilbur ، مبعوث الملك (854/853 ق.م)
- اشور-تاكلاك Aššur-taklak، مدير القصر الملكي (805/804 ق.م)
- موتاكيل ماردوك Mutakkil-Marduk، الخصي الأول (798/797 ق.م)

في الدولة الآشورية الحديثة، يبدو أن هناك ترتيبًا ثابتًا نشأ، يكون فيه الملك مسماة في عامه الأول من حكمه، يليه مسؤولو القصر ولاحقًا حكام المقاطعات حسب الأهمية.
من العام الذي يحمل اسم بور ساجيل Bur-Saggile، حاكم غوزانا، ورد خبر عن كسوف شمسي، يمكن تأريخ حدوثه على أساس الحسابات الفلكية في الثامن من حزيران عام 763 ق م. وبذلك يعمل على ضبط القائمة في الزمن الصحيح. في الكتابات الاختصاصية، يقدم هذا التاريخ الثابت في 15 حزيران ، والذي يحسب وفق التقويم اليولياني للعام 763. و.بالمقارنة المباشرة نرى أن بداية الربيع تقع في 28 آذار. لذلك للتحويل إلى التقويم الغريغوري الحالي يجب خصم سبعة أيام. وبالتالي نحصل على تاريخ 8   حزيران.
عادة ما تبدأ سنة المسماة في شهر سيبو sippu . في أوقات القلاقل، على سبيل المثال في سقوط الإمبراطورية تستخدم بعض الأماكن (دور كاتليمو) مسماتها الخاصة.
كان يطلق على المسماة الأسبوعية هاموشتوم hamuštum . من المستعمرة التجارية كانيش وردنا هاموشتوم، ومن بينهم أسماء من السكان المحليين.

## الفترة الرومية
في العصر الرومي تم إنشاء قوائم مسماة، كان يكلق عليها قاءمة القناصل fasti consulares.